# Dissolving of Prodigy
Dissolving of Prodigy war eine 1993 gegründete und bis zum Tod des Sängers und Gitarristen René „Fusaty“ Krystyn 2013 aktive Gothic-Metal- und Death-Doom-Band.

## Geschichte
Die Brüder Jan und René Krystýn gründeten 1989 das Death-Doom-Projekt Bigotry, welches nach Aufnahme eines Demobands in der Gründung der Gruppe Dissolving of Prodigy mündete. Als erste Bandbesetzung brachten sich neben den Krystýn-Brüdern der Bassist Martin Stoklosinski, der Gitarrist Richard Minx, der Sänger Michal Blejchař sowie der Violinist und Keyboarder Jiří Dokoupil ein. Jan Krystýn spielte von Beginn der Band Schlagzeug für Dissolving of Prodigy, René Krystýn anfänglich Gitarre, übernahm später auch Teile des Gesangs. Die Band durchlief über die Jahre ihrer Aktivität eine Reihe an Umbesetzungen. Aus der ursprünglichen Besetzung blieben ausschließlich die Krystýn-Brüdern erhalten. Mit dem Tod von René „Fusaty“ Krystyn am 23. September 2013 wurden alle weiteren Aktivitäten der Gruppe eingestellt. In Kooperation mit Pařát Magazine wurden jedoch diverse Veröffentlichungen der Gruppe wiederveröffentlicht und eine Kompilation mit den ersten Demoaufnahmen herausgegeben.
Im Jahr 1993 veröffentlichte die Gruppe die Demoaufnahmen Step to the Grave, noch als Bigotry, und Echoes of My Sadness. Von November 1994 bis Januar 1995 wurde anschließend das Debütalbum Lamentations of Innocents im Studio Fors in Český Těšín aufgenommen und über das Label Sheer Records als CD und über die Band als MC veröffentlicht. Mit der Veröffentlichung gilt die Band als eine der, wenn nicht die erste tschechische Band des Genres. Kostas Panagiotou besprach das Album für Doom-Metal.com und lobte es hoch.

„Dissolving of Prodigy don't belong to that anonymous area in the shadows of the monuments of the genre; they belong to the absolute top of atmospheric doom death. And perhaps they would already have been there if they came from the UK and/or had a better production on this album.“

„Dissolving of Prodigy gehören nicht in den anonymen Bereich im Schatten der Monumente des Genres; sie gehören zur absoluten Spitze des Atmospheric Death Doom. Und vielleicht wären sie bereits dort oben, wenn sie aus Großbritannien kämen und/oder auf diesem Album eine bessere Produktion besäßen.“

Es folgte noch im gleichen Jahr eine kaum beachtete Split-EP mit Forgotten Silence über Obscene Productions und der Beginn der Aufnahmen zum zweiten Album im Barbarella Studio in der Heimatstadt der Gruppe Ostrava. Von Dezember 1996 bis Februar 1997 wurde Time Ruins Also Beauty aufgenommen und nach einem finalen Mix über Sheer Records veröffentlicht. Das Album wurde ähnlich dem Debüt betont positiv aufgenommen. Kostas Panagiotou besprach die Veröffentlichung erneut für Doom-Metal.com und zog erneut Parallelen zur britischen Szene. So sei Time Ruins Also Beauty eine vollends gelungene Variante des Albums Turn Loose the Swans von My Dying Bride.  Mitunter bei ähnlichen Verweisen auf eine hohe Qualität wurde auch das 2002 über Crystal Productions erschienene Album Loučení se svetem pozemským besprochen. Dabei gelänge es der Band mit dem Album eine persönliche Ehrerbietung zu erbringen und die Musik zugleich mit einem eigenen Charakter zu versehen. Vergleiche zur britischen Szene blieben derweil dennoch erhalten. Für Doom-Metal.com wurde das Album von Arnstein H. Pettersen rezensiert. Dieser sah in dem Album eine deutliche Weiterentwicklung, die regional-folkloristische Elemente stärker in den Vordergrund rücke. Nach der Veröffentlichung von Loučení se svetem pozemským nahm die Aktivität von und das Interesse an Dissolving of Prodigy vorerst ab. Das 2008 erschienene Album Štvanice wurde international kaum beachtet und auch der Beitrag der Band an dem 2010 veröffentlichten Split-Album Unveiling the Signs mit Pantheist, Gallileous, Wijlen Wij und Kostas Panagiotou, wurde als schlecht beurteilt.

## Stil
Die Musik von Dissolving of Prodigy gilt als melancholischer Death Doom beziehungsweise Gothic Metal im Stile von My Dying Bride, Paradise Lost und Anathema. Insbesondere auf eine stilistische Nähe zu My Dying Bride wird häufig verwiesen. Dabei kombiniere die Gruppe verschiedene Elemente wie Geigen, Flöte, Frauengesang und mehr mit einem als „brutal und heavy“ bezeichneten Death Doom. Kennzeichnend seien langsame und intensive Riffs, gutturales Growling und ein manchmal dramatisch und bombastisch eingesetztes Keyboard-Spiel.

## Diskografie
- 1993: Echoes of My Sadness (Demo, Selbstverlag)
- 1996: Lamentations of Innocents (Album, Sheer Records)
- 1996: Damocles Gladius / Clara (Split-EP mit Forgotten Silence, Obscene Productions)
- 1997: Time Ruins Also Beauty (Album, Sheer Records)
- 2002: Loučení se svetem pozemským (Album, Crystal Productions)
- 2008: Štvanice (Album, Crystal Productions)
- 2010: Unveiling the Signs (Split-Album mit Pantheist, Gallileous, Wijlen Wij und Kostas Panagiotou, Redrum 666)
- 2017: Lamentations of Innocents / Step to the Grave (Kompilation, Pařát Magazine)